# أستراليا المفتوحة 1999
هنا قائمة ببطولات أستراليا المفتوحة لسنة 1999:

## الكبار

### فردي رجال
يفجيني كافلينكوف () هزم توماس إنكفيست (), 4-6, 6-0, 6-3, 7-6

### فردي سيدات
مارتينا هينغيز () هزم إميلي موريسمو (), 6-2, 6-3

### زوجي رجال
يوناس بورغمان ()وبات رافتر () هزم ماهيش بهوباثي وليندر بايز (), 6-3, 4-6, 6-4, 6-7 [10], 6-4

### زوجي سيدات
مارتينا هينغيز () وآنا كورنيكوفا () هزم ليندسي دافنبورت () وناتاشا زفيريفا (), 7-5, 6-3

### زوجي مختلط
ماريان دي سواردت وديفيد أدامز () هزم سيرينا ويليامز () وماكس ميرناي (), 6-4, 4-6, 7-6 [5]

## الشباب

### فردي أولاد
كريستينا بليس () هزم ميخائيل يوزني (), 6-4, 6-3

### فردي بنات
فيرجينيا رازانو () هزم كاتارينا باستيرناكوفا (), 6-1, 6-1

### زوجي أولاد
يورجن ميلتسر () وكريستينا بليس ()

### زوجي بنات
إيلايني دانيلايدو () وفيرجينيا رازانو ()